# Głuchariewo (rejon waszkiński)
Głuchariewo (ros. Глухарево) – wieś w Rosji, w rejonie waszkińskim obwodu wołogodzkiego. W 2010 r. liczyła 2 mieszkańców.